# Thomas Fabbiano
Thomas Fabbiano (Grottaglie, 26 de maig de 1989) és un tennista italià. L'11 de setembre de 2017 va assolir la seva millor posició al rànquing de l'ATP arribant al número 70 del llistat individual. La seva millor posició en dobles és el número 208, que va aconseguir el 20 de juliol de 2009. Ha desenvolupat la major part de la seva carrera en el circuit Challenger.
En categoria júnior va guanyar el torneig de Roland Garros l'any 2007 en dobles junt a Andrei Karatchenia.

## Trajectòria

### Individual
| Open d'Austràlia | Q2          | Q1          | Q1          | Q2   | 1R          | 1R          | 3R          |    | 0 / 3   | 2 − 3   |
| Roland Garros | A           | Q1          | Q2          | 1R   | Q1          | 2R          | 1R          |    | 0 / 3   | 1 − 3   |
| Wimbledon | A           | Q1          | Q1          | Q3   | 1R          | 3R          | 3R          | NC | 0 / 3   | 4 − 3   |
| US Open | 1R          | Q1          | Q3          | 1R   | 3R          | Q2          | 2R          |    | 0 / 4   | 3 − 4   |
| Jocs Olímpics | No celebrat | No celebrat | No celebrat | 1R   | No celebrat | No celebrat | No celebrat |    | 0 / 1   | 0 – 1   |
| Total Victòries–Derrotes                                                                                                   | 0–1         | 0–0         | 0–3         | 5–10 | 4–12        | 8–12        | 10–18       |    | 27 – 59 | 27 – 59 |
| Rànquing a final d'any | 180         | 256         | 157         | 124  | 73          | 101         | 114         |    |         |         |
| Llegenda: G: Guanyador; F: Finalista; SF: Semifinalista; QF: Quarts de final; Q: Qualificació; A: Absent; RR: Round Robin; |             |             |             |      |             |             |             |    |         |         |